# The Bronx (Band)
The Bronx ist eine US-amerikanische Hardcore-Punk-Band aus Los Angeles, Kalifornien.

## Geschichte
Die Band wurde im Jahr 2002 gegründet und wurde von Island Def Jam Records unter Vertrag genommen. Im folgenden Jahr tourten sie durch viele Teile der USA, Europa und Australien.
The Bronx veröffentlichte vier Alben, ihr Debütalbum im Jahre 2003 und drei Nachfolger in den Jahren 2006, 2008 und 2013. Alle tragen sie den Titel The Bronx. Des Weiteren erschien über ihr eigenes Label White Drugs die Live-DVD Live at the Annandale, welche im Annandale-Hotel in Sydney aufgenommen wurde.
Mit ihrem Nebenprojekt Mariachi El Bronx veröffentlichten The Bronx Ende August 2009 das Album El Bronx. Nach Matt Caughthran ist der Unterschied der beiden Projekte, dass The Bronx die Sicht auf die Dinge ist, die falsch laufen, während Mariachi El Bronx die positiven Seiten des Lebens betont.
Im Juni 2017 kündigte die Band über Facebook ihr fünftes Album für September 2017 an. Der Titel wird wieder The Bronx lauten, allerdings mit der römischen 5 (V) im Namen: BRVNX.

## Stil
The Bronx wurde sehr von diversen Hardcorebands der 1970er und 1980er Jahre beeinflusst, darunter Black Flag, Fear und Bad Brains, sowie The Saints und The Victims.

## Trivia
Der Song Notice of Eviction wurde im Computerspiel Need for Speed: Underground 2 verwendet. Around the Horn ist in einem weiteren Teil der Need-for-Speed-Reihe, NFS: Carbon, zu hören. Außerdem ist der Song Oceans Of Class Teil des Soundtracks von Tony Hawk’s Downhill Jam. Unter dem Namen Mariachi El Bronx hat die Band drei Alben mit Mariachi-Musik herausgebracht und trat als Showband bei der Wrestling-Show Lucha Underground auf.

## Diskografie

### Alben
- The Bronx (2003)
- The Bronx (2006)
- The Bronx (2008)
- Mariachi El Bronx (2009, als Mariachi El Bronx)
- Mariachi El Bronx (2011, als Mariachi El Bronx)
- The Bronx (2013)
- Mariachi El Bronx III (2014, als Mariachi El Bronx)
- The Bronx aka BRVNX (2017)
- Bronx VI (2021)

### EPs
- Sure Death (2002)
- La Muerte Viva (2003)

### Singles
- Bats! (2003)
- They Will Kill Us All (2004)
- False Alarm (2004)
- White Guilt (2006)
- Cell Mates (2009, als Mariachi El Bronx)